# Antonio Carlos Ortega Perez
Antonio Carlos Ortega Perez (Málaga, 1971. július 11. –) spanyol válogatott kézilabdázó, majd kézilabdaedző, a Barcelona edzője. 2012 és 2015 között az MVM Veszprém KC vezetőedzője volt.

## Sportpályafutása
Játékoskarrierjét szülővárosa csapatában, a BM Málaganál kezdte, majd legnagyobb sikereit a FC Barcelona színeiben érte el. A 2000-es sydneyi olimpián bronzérmet szerzett a 
spanyol válogatott tagjaként, a torna nyolc meccsén 31 gólt szerzett. 
Edzői pályafutását a Antequeránál kezdte, majd 2012-ben ő lett Mocsai Lajos utódja az Veszprém férfi kézilabda csapatánál. A bakonyiakkal három év alatt három bajnoki címet és kupagyőzelmet ünnepelhetett, a 2014-2015-ös idényben a Bajnokok Ligája döntőjébe jutottak, ott azonban a FC Barcelona jobbnak bizonyult. A következő szezon elején távozott a királynék városából, majd 2015 decemberétől rövid ideig a Japán férfi válogatott szövetségi kapitánya lett, akiket kijuttatott a 2017-es világbajnokságra. 2016 február 1-jétől egy évig a dán KIF Koldingot irányította, majd 2017 nyarától a német Bundesligában szereplő TSV Hannover-Burgdorf edzője volt négy éven át. 2021 nyarán a Barcelona vezetőedzője lett, ahol Xavier Pascual helyét vette át.